# 羅伊斯-格賴茨親王國
羅伊斯-格賴茨（德語：Fürstentum Reuß-Greiz），又稱羅伊斯長系，1778年成為神聖羅馬帝國內的一個親王國，並持續到1918年德國十一月革命。

## 命名規則
羅伊斯家族有一套獨特的命名規則。為了紀念曾經幫助過家族的神聖羅馬皇帝亨利六世，羅伊斯家族所有的男性名字皆為「亨利」（Heinrich）。在長系家族，以100為一輪（例如：第101個出生的男性即為「亨利一世」）。